# Comarca d'Olot
|  | Aquest article tracta sobre la subcomarca. Vegeu-ne altres significats a «La Comarca d'Olot (setmanari)». |

Localització de la Comarca d'Olot

La Comarca d'Olot és una subcomarca o comarca natural de la Garrotxa, que agrupa tots els municipis que no formen part de l'Alta Garrotxa, és a dir, equivaldria a la "Baixa Garrotxa".

## Municipis
| Imatge                   | Escut                    | Localització             | Poblacions               | Habitants |
| ------------------------ | ------------------------ | ------------------------ | ------------------------ | --------- |
| Argelaguer               | Argelaguer               | Argelaguer               | Argelaguer               | 452       |
| Besalú                   | Besalú                   | Besalú                   | Besalú                   | 2.583     |
| Castellfollit de la Roca | Castellfollit de la Roca | Castellfollit de la Roca | Castellfollit de la Roca | 957       |
|                          |                          | Maià de Montcal          | Maià de Montcal          | 491       |
| Mieres                   | Mieres                   | Mieres                   | Mieres                   | 349       |
| Olot                     |                          | Olot                     | Olot                     | 38.822    |
|                          |                          | Planes d'Hostoles, les   | Planes d'Hostoles, les   | 1.746     |
| Preses, les              | Preses, les              | Preses, les              | Preses, les              | 1.925     |
| Riudaura                 | Riudaura                 | Riudaura                 | Riudaura                 | 529       |
|                          | Sant Aniol de Finestres  | Sant Aniol de Finestres  | Sant Aniol de Finestres  | 372       |
|                          | Sant Feliu de Pallerols  | Sant Feliu de Pallerols  | Sant Feliu de Pallerols  | 1.692     |
| Sant Ferriol             | Sant Ferriol             | Sant Ferriol             | Sant Ferriol             | 233       |
| Sant-Jaume-20110331      | Sant Jaume de Llierca    | Sant Jaume de Llierca    | Sant Jaume de Llierca    | 849       |
| Santa Pau                | Santa Pau                | Santa Pau                | Santa Pau                | 1.611     |
| Vall d'en Bas, la        | Vall d'en Bas, la        | Vall d'en Bas, la        | Vall d'en Bas, la        | 3.219     |